# ایتورو اموه کلمن
ایتورو اموه کلمن (انگلیسی: Itoro Umoh-Coleman؛ زادهٔ ۲۱ فوریهٔ ۱۹۷۷) بازیکن بسکتبال اهل ایالات متحده آمریکا است.
وی در مسابقات کشوری و بین‌المللی در مجموع برندهٔ ۱ مدال برنز شده‌است.